# Президіо (фільм)
«Президіо» (англ. The Presidio) — американський кінофільм.

## Сюжет
На військовій базі в Сан-Франциско була вбита військовий поліцейський Петті Лінч. Для розслідування цієї справи на базу направляють детектива Джея Остіна, колишнього напарника убитої, де він зустрічає свого колишнього командира, начальника військової поліції Алана Колдвелла. Кілька років тому, на посаді військового поліцейського, Джей намагався заарештувати одного з офіцерів, але Колдвелл не підтримав Остіна і згодом понизив на посаді, чим змусив Джея подати у відставку. Не дивно, що вони починають конфліктувати один з одним у процесі розслідування. До того ж у Остіна виникає роман з Донною, дочкою Алана.

## В ролях
- Шон Коннері — підполковник Алан Колдвелл
- Марк Гармон — Джей Остін
- Мег Раян — Донна Калдвелл
- Джек Ворден — Росс Меклур
- Марк Блум — Артур Піл
- Дана Гледстоун — Пол Лоуренс
- Дженетт Голдстін — Петті Джин Лінч
- Патрик Кілпатрик — Марк

## Знімальна група
- Сценарист: Ларрі Фергусон
- Режисер: Пітер Хайамс
- Продюсер: Костянтин Конте
- Композитор: Брюс Бротон
- Оператор: Пітер Хайамс
- Монтажери: Діана Адлер, Б'ю Бартель, Джеймс Мітчел

## Саундтрек
1. Main Title (02:07)
2. The Lincoln / Patti Jean (01:42)
3. Car Chase (04:33)
4. Sgt. Garfield / Follow me (01:44)
5. I'll call you / Tokarev Slug (00:40)
6. Empty Bottle / Phone Booth (01:17)
7. Chinatown Chase (02:23)
8. The Car (01:35)
9. Your Fault (00:47)
10. Donna & Jay (03:12)
11. Tailing Spota (03:49)
12. Waterhouse Fight (09:03)
13. Impatient to say Goodbye / End Credits (04:56)

- Общее время звучания 00:37:48